# Краузе, Николай Иеронимович
Никола́й Иерони́мович Кра́узе (1887—1950) — русский хирург, клиницист, педагог, доктор медицинских наук. Ученик академика Сергея Ивановича Спасокукоцкого (1870—1942).

## Краткая биография
Николай Иеронимович Краузе родился 3 июля 1887 года в Ташкенте. Мать — Екатерина Матвеевна Краузе (урождённая Халина). Отец — Иероним Иванович Краузе (1845—1909), естествоиспытатель, фармацевт, коллектор растений, общественный деятель, просветитель.
Николай Краузе окончил гимназию в 1905 году, в том же году поступил на естественное отделение физико-математического факультета Санкт-Петербургского университета. С IV курса университета ушёл и поступил на медицинский факультет Императорского Николаевского Университета в 1909 году; завершил его в 1914 году в числе лучших студентов.
В 1914 году Н. И. Краузе, в связи с началом первой мировой войны, добровольно вступил в ряды армии, служил ординатором в передовых перевязочных отрядах и в полевых госпиталях. В 1915 году, в качестве младшего ординатора Краузе Николай Иеронимович служил при Лазарете Белосельских-Белозерских вместе с подпоручиками Бартник Михаил Петрович и Казачкин Николай Александрович. Октябрьская революция застала Николая Иеронимовича в г. Ольвиополе (Украина).
В 1918 г. Н. И. Краузе вернулся в Саратов и поступил штатным ординатором в госпитальную хирургическую клинику университета, руководимую С. И. Спасокукоцким. В том же году занял должность ассистента клиники.
С 1923 по 1925 годы заведовал хирургическим отделением железнодорожной больницы г. Саратова.
В 1926 г. Защитил кандидатскую диссертацию на тему «К механике опускания таза при укороченной ноге» и получил звание доцента.
Николай Иеронимович теоретически разработал операции фасциотомии при контрактурах тазобедренного и коленного суставов (операция Н. И. Краузе).
В начале 1926 г. после отъезда С. И. Спасокукоцкого и А. Н. Бакулева в Москву принял заведование кафедрой госпитальной хирургии и уже в июне 1927 г. получил звание профессора и был утвержден в должности заведующего кафедрой. В 1935 году приказом по Народному комиссариату здравоохранения РСФСР в честь 25-летия Саратовского медицинского института профессор Н. И. Краузе за блестящее руководство хирургической кафедрой был награждён премией в размере 1000 рублей. Годом позже профессору Н. И. Краузе была вручена премия имени академика И. П. Павлова за лучшую научно-исследовательскую работу в области установления функции широкой фасции бедра, имеющую огромное практическое значение. Кафедра, руководимая Н. И. Краузе, занималась вопросами желудочной хирургии, уделяла внимание гнойной и неотложной хирургии, лечению ран, переливанию крови, вопросам ведения послеоперационного периода, химической стерилизации шовного материала. Работа кафедры по химической стерилизации кетгута была высоко оценена Наркомздравом СССР в 1937 г. Директор Саратовского медицинского института дал в 1940 году следующую характеристику «Краузе Н. И. — эрудированный и квалифицированный специалист-хирург, хорошо воспитывающий кадры молодых хирургов. Основная тематика научно-исследовательской работы кафедры — оборонная. На его кафедре ассистентом Шауфлером открыт антисептический препарат (хлорацид), получивший всесоюзную известность…».
В дни Великой Отечественной войны профессор Н. И. Краузе продолжал свою научно-практическую работу, направленную на улучшение медицинской помощи при ранениях.
Ему принадлежит разработка сверхскоростного метода стерилизации кетгута. Им были предложены к практическому применению аппарат для повышения давления при операциях на легких, отсасывающий аппарат с универсальным клапаном, метод определения инородных тел и многое другое. В мае 1945 года Ученый совет Саратовского медицинского института выдвинул кандидатуру Н. И. Краузе, в члены-корреспонденты Академии медицинских наук СССР.
Н. И. Краузе — правительственный хирург, о нём упоминается в рассказах Шаламова В.
Н. И. Краузе умер 13 февраля 1950 г.
Научное наследие Н. И. Краузе — более 50 работ по различным разделам теоретической и клинической хирургии.
Его ученики: В. И. Иост, Е. Л. Березов, И. М. Рабинович, В. А. Никитин и др.
Награждён орденом Трудового Красного Знамени и медалями.

## Семья
Николай Иеронимович Краузе был женат.
Жена:
Герта Фридриховна Краузе (урождённая Эккерт) (6 Окт 1893 — 6 Окт 1978).
Дети:
Екатерина Николаевна Краузе (25 Мар 1917 — …);
Сергей Николаевич Краузе (6 Фев 1921 — Окт 1973);
Николай Николаевич Краузе (3 Авг 1923 — 3 Окт 1993).